# Kembang (Dukuhseti)
Kembang is een bestuurslaag in het regentschap Pati van de provincie Midden-Java, Indonesië. Kembang telt 7209 inwoners (volkstelling 2010).